# Simon Raven
Simon Arthur Noël Raven, född 28 december 1927, död 12 maj 2001, brittisk författare, essäist, dramatiker samt ökänd libertin och livsnjutare i största allmänhet. Huvudsakligen känd för romansviten Alms for Oblivion.

## Biografi och författarskap
Raven föddes troligen i London även om andra närliggande platser senare uppgivits. Hans far, Arthur Raven, hade ärvt en stor förmögenhet vilken han levde på (och levde upp). Hans mor Esther (född Christmas) var en känd löpare och hade bland annat varit den näst snabbaste kvinnan i England på sträckan 3 miles under 1930-talet.
Raven utbildades på Cordwalles Prepatory School i Camberley och senare på den exklusiva privatskolan Charterhouse (även känd som den skola där medlemmarna i Genesis långt senare gick och där de bildade sin grupp). Raven blev emellertid 1945 relegerad från Charterhouse på grund av homosexuella handlingar med andra elever. Detta skedde trots att rektorn Robert Birley var mycket emot det hela eftersom Raven var en god cricketspelare och forskare.
Efter militärtjänstgöring (där han bl.a. var i Indien mot slutet av det brittiska styret) började Raven läsa engelska på King's College, Cambridge, 1948. Han var på god väg att doktorera med en avhandling om den klassiska litteraturens påverkan på den viktorianska undervisningen men blev aldrig klar då hans nöjeslystnad tog över. 1951 gifte han sig med studenten Susan Kilner, som väntade hans barn, av ren pliktkänsla. Han hade senare mycket lite med henne eller sonen Adam (född 1952) att göra. En anekdot förtäljer hur den plågade hustrun skrev ett telegram med innehållet "Wife and baby starving send money soonest" varvid den ofta panke Raven svarade "Sorry no money suggest eat baby." Makarna skildes efter sex års skenäktenskap. Raven tvingades sluta på King's College sedan hans ekonomiska medel inte räckte till och försökte en kort tid livnära sig som författare och kritiker. Hans första roman, "An Inch of Fortune", ansågs emellertid så pass ekivok att den inte kom att utges förrän 30 år efter att den skrevs. För att säkra en inkomst tog Raven 1953 värvning och tjänstgjorde i bl.a. Tyskland och Kenya innan han hamnade i Shrewsbury. Olyckligtvis för Raven fanns på denna ort en kapplöpningsbana och han hade snart spelat bort så pass stora summor att han hotades av krigsrätt p.g.a. "olämpligt beteende" såsom officer. Det hela tystades dock ned och Raven lämnade armén. Såsom klassiskt skolad hade Raven emellertid en god förmåga att skriva snabbt men elegant och från 1958 inledde han på allvar sin litterära karriär, till en början med rent journalistiskt arbete. Förläggaren Anthony Blond tog Raven under sin vinge och gav honom förskott medan han skrev sin första publicerade roman "The Feathers of Death" (1959). Blond erbjöd därefter Raven ett stadigt arbete på hans förlag men på villkor att han flyttade från London med dessa många frestelser: "This is the last hand-out you get, leave London, or leave my employ". Raven accepterade och flyttade till kustorten Deal i Kent där han levde på de 15 pund per vecka som Blond betalade ut. Raven, som med tiden kom att jämföras med namn som Evelyn Waugh, Graham Greene, Anthony Powell och Lawrence Durrell kom under sin kentska exil att bli en av Englands mest produktiva författare och en stadigt ström av romaner, noveller och essäer om varjehanda flöt ur hans penna. Trots många hyllningar kanske Raven ändå kände såsom Fielding Gray, ett av hans alter egon i Alms for Oblivion formulerade det: "I arrange words in pleasing patterns in order to make money" ("jag arrangerar ord i trevliga mönster för att tjäna pengar"). Rent stilistiskt präglades Raven av ett lätt men elegant handlag där han ofta tycktes fascineras av det grymma och överdrivna och där den lyckliga eller olyckliga slumpen spelade stor roll. Även övernaturliga inslag förekom i flera romaner. Flera av Ravens figurer är ganska tvivelaktiga men Raven moraliserar aldrig utan skildrar dem ofta rakt upp och ned utan större kommentarer. Raven kunde leva gott på sitt författande men var aldrig den främste bland storsäljarna och han menade själv att det berodde på att han skrev för sina likar. Romansviten Alms for Oblivion (10 romaner som skildrar perioden 1945 - 73) betraktas allmänt som hans främsta verk. Han följde senare upp den med sviten "The First-Born of Egypt" som han skrev mer för pengarnas skull. Manus som han skrev för TV kom också att bli uppskattade, särskilt "The Palliesers" (1974) och "Edward and Mrs Simpson" (1978). Raven skrev ofta om sådant som intresserade honom själv och den kände sportskribenten E W Swanton kallade Ravens skildring av sitt liv som cricketspelare ("Shadows in the Grass") för "den snuskigaste bok om cricket som någonsin skrivits" (en kommentar som Raven lär ha mottagit med förtjusning). Det sista verk som publicerades under hans livstid var novellsamlingen "Remember Your Grammar and Other Haunted Stories" (1997). Raven tvingades 1990 dra tillbaka sina memoarer "Is there anybody there? said the Traveller" p.g.a. en rad hot om stämningar, även från hans förläggare Anthony Blond. Därefter beslutade sig Raven istället för att skriva en skandalbok om avlidna personer (som därmed inte kunde stämma honom) med arbetsnamnet "All Safely Dead" men detta blev aldrig av. Raven ägnade merparten av sitt liv åt att spendera sina pengar på att äta, dricka, resa, spela samt delta i sällskapslivet. Efter 34 år i Kent (1959 - 93) flyttade Raven 1993 tillbaka till London och lyckades bli intagen på ålderdomshemmet Sutton's Hospital som egentligen var till för Kartusianer som kommit på obestånd. Här levde Raven fram till sin död. 1993 blev han invald i The Royal Society of Literature. 1997 gjorde han sitt sista framrädande, tillsammans med programledaren Melvyn Bragg, i en show som behandlade hans liv. Raven var vid tillfället uppriktig och syntes inte ångra något av sitt tidigare liv. Hans hälsa blev dock sämre och han dog efter en serie av slaganfall, 12 maj 2001. 1996 publicerade Michael Barber biografin "The Captain." Ravens son, Adam (1952 - 2006) blev en framgångsrik konstnär.